# Новое Погадаево
Новое Погадаево — село в Приаргунском районе (муниципальном округе) Забайкальского края России.

## География
Село находится на северной окраине села Погадаево.

## Население
| 2021 |
| ---- |
| 10   |

## История
Решение образовать новое село было принято Законом от 5 мая 2014 года.
Официально наименовано Распоряжением Правительства Российской Федерации от 8 августа 2015 года N 1530-р.